# Шекелфорд (округ, Техас)
Шаблон:StateAbbr_ 32°44′ пн. ш. 99°21′ зх. д. / 32.73° пн. ш. 99.35° зх. д.
Округ Шекелфорд (англ. Shackelford County) — округ (графство) у штаті Техас, США. Ідентифікатор округу 48417.

## Історія
Округ утворений 1874 року.

## Демографія
За даними перепису 2000 року загальне населення округу становило 3302 осіб, усе сільське. Серед мешканців округу чоловіків було 1565, а жінок — 1737. В окрузі було 1300 домогосподарств, 941 родин, які мешкали в 1613 будинках. Середній розмір родини становив 3,02.
Віковий розподіл населення поданий у таблиці:
| Стать    | До 15 років | 15-21 | 22-29 | 30-39 | 40-49 | 50-65 | 65-85 | Понад 85 |
| -------- | ----------- | ----- | ----- | ----- | ----- | ----- | ----- | -------- |
| Чоловіки | 347         | 168   | 96    | 212   | 231   | 277   | 207   | 27       |
| Жінки    | 348         | 150   | 112   | 215   | 254   | 290   | 307   | 61       |

## Суміжні округи
- Трокмортон — північ
- Стівенс — схід
- Істленд — південний схід
- Каллеген — південь
- Тейлор — південний захід
- Джонс — захід
- Гаскелл — північний захід

## Виноски
1. ↑  Texas State Historical Association, Barkley R. R., Tyler R. C. Handbook of Texas — Texas State Historical Association, 1952. — ISBN 978-0-87611-151-2
2. ↑  U.S. Decennial Census. United States Census Bureau. Архів оригіналу за 19 липня 2018. Процитовано 10 травня 2015.
3. ↑  Texas Almanac: Population History of Counties from 1850–2010 (PDF). Texas Almanac. Архів оригіналу (PDF) за 26 лютого 2015. Процитовано 10 травня 2015.
4. ↑  State & County QuickFacts. United States Census Bureau. Архів оригіналу за 1 грудня 2015. Процитовано 24 грудня 2013. [Архівовано 2011-10-18 у Wayback Machine.](англ.) Наведено за англійською вікіпедією.
5. ↑  American FactFinder. Бюро перепису населення США. Архів оригіналу за 26 лютого 2012. Процитовано 31 січня 2008. [Архівовано 2008-05-21 у Wayback Machine.]

| США | Це незавершена стаття з географії США. Ви можете допомогти проєкту, виправивши або дописавши її. |